# Lafnitz
Lafnitz är en kommun  i distriktet Hartberg-Fürstenfeld i det österrikiska förbundslandet Steiermark. Kommunen ligger vid floden Lafnitz nära gränsen till förbundslandet Burgenland.
Lafnitz omnämndes för första gången år 1184 som Lavenz. Lafnitz som låg nära gränsen till Ungern (dagens Burgenland) drabbades av oroligheterna i regionen. Motsättningarna mellan habsburgarna och de ungerska kungarna på 1400-talet, de osmanska krigen på 1500- och 1600-talen, Rákócziupproret i början på 1700-talet och de napoelonska krigen i början på 1800-talet satte sina spår i ortens utveckling.
Kommunen består av tre orter (Ortschaften) (inom parentes invånarantal 1 januari 2024):
- Lafnitz (992)
- Oberlungitz (203)
- Wagendorf (269)